# Fehrs-Gilde
Die Fehrs-Gilde ist ein eingetragener Verein zur Förderung der plattdeutschen Sprache. Die vollständige Bezeichnung lautet seit 2007 Fehrs-Gilde – Gesellschaft für niederdeutsche Sprachpflege, Literatur und Sprachpolitik e. V. bzw. Fehrs-Gill – Sellschop för nedderdüütsche Spraakpleeg, Literatur un Spraakpolitik i. V.

## Gründung, Zuordnung zurNiederdeutschen Bewegung
Die Fehrs-Gilde wurde 1916 in Hamburg gegründet. Sie ist nach dem Schriftsteller Johann Hinrich Fehrs benannt. Neben der allgemeinen Förderung der niederdeutschen Sprache beabsichtigte der Verein bei seiner Gründung, das Werk des Namensgebers lebendig zu halten. Der Schwerpunkt verlagerte sich im Verlaufe der Vereinsgeschichte auf die Herausgabe plattdeutscher Bücher. Daneben erschienen Neuauflagen älterer niederdeutscher Autoren und Schriften zum volkstumspolitischen Selbstverständnis der Gilde. Dem diente ein eigener Verlag in Kiel. Gründer und langjähriger Vorsitzender der Gilde war Jacob Bödewadt.
Grundlegend für das Selbstverständnis war die Aktivität der Gilde im Rahmen der Niederdeutschen Bewegung. Zu deren „eisernem Bestand“ an „niederdeutscher Ideologie“ gehörte bis mindestens zum Ende des Nationalsozialismus der Rassismus. Der Gilde-Vorsitzende Bödewadt war bereits während des Ersten Weltkriegs mit profiliert rasseideologischen Auffassungen hervorgetreten, die aus einer niederdeutschen Perspektive Annexionen vom „Westen in Vlandern“ bis zum „Osten in den baltischen Provinzen“ begründeten. Es handele sich dabei nämlich um „altniederdeutschen“ bzw. „germanisch-niederdeutschen“ Boden.
Die Gilde vertrat rassistische Positionen bis hin zum „offenen Antisemitismus“, „so dass zuletzt auch die Übereinstimmung mit der faschistischen Politik in ihrer brutalsten Form gegeben war.“ So formulierte sie 1926 in der völkischen Zeitschrift Volk und Rasse als ihr Ziel, „letzten Endes … die niederdeutschen Menschen zu suchen“, wozu die Anthropologie zu nutzen sei. Bestätigung für die reale Existenz eines solcherart eigentümlichen Menschentypus fand sie in der Person ihres Namensgebers selbst, denn Johann Hinrich Fehrs sei „nach seinem ganzen Wesen in Körperbau und Charakteranlage ein Typus des nordischen Menschen“ gewesen. In einer Darstellung der Vereinsziele (Ziele und Aufgaben der Fehrs-Gilde) beklagte 1927 Otto Wachs als amtierender Vorsitzender des „Gilde-Tags“ in antisemitischer Codierung, „unsere gesamte Kultur“ sei „durchsetzt und teilweise beherrscht von undeutschem, internationalem Wesen“. Selbst „auf den ureigensten Gebieten deutschen Volkstums“ seien „Fremdlinge führend und maßgeblich“. Diese „falschen Propheten“ würden „weite Volkskreise“ „betören“, die anschließend „einer Bildungskultur huldigen, die alles mögliche“ sei, „aber gewiß nicht deutsch“.
Für die Selbstverortung der Gilde im politischen Spektrum der Weimarer Republik steht exemplarisch die von ihr herausgegebene, 1928 in Kiel erschienene Schrift Was ist Niederdeutsch? Beiträge zur Stammeskunde, an der bekannte Vertreter rassistischer und antisemitischer Auffassungen wie Adolf Bartels und Christian Boeck oder der „später so berüchtigte Rassekundler“ Hans F. K. Günther („Rasse-Günther“) mitwirkten. Boeck ordnete im Schlusswort unter Verweis auf Günther die „in Norddeutschland bodenständig“ lebenden Menschen geschlossen der „nordischen Rasse“ zu, unterstellte ihnen einen „Stammescharakter“, eine rassisch gegebene „bestimmte seelische Gestalt“ und im Übrigen die verbreiteten völkischen Aufwertungsstereotypien wie besondere „schöpferische“ Talente oder die Hervorbringung großer Persönlichkeiten „auf vielen Gebieten“. Damit bewegte sie sich in terminologischer und inhaltlicher Nähe zu Auffassungen, die auch Nationalsozialisten teilten.

## Nationalsozialismus
Nachdem die Nationalsozialisten und ihre konservativen Bündnispartner die politische Macht übernommen hatten, wandte sich der „Ausschuß für Niederdeutsche Kultur“, den die Fehrs-Gilde und die niederdeutsche Vereinigung Quickborn begründet hatten, mit einer Adresse an Hitler und erklärte durch die Vorsitzenden der beiden Vereine der neuen Führung ihre Ergebenheit. Durch den „nationalen Aufbruch“ sei das Ziel ihrer langjährigen Arbeit erfüllt. Es seien nun „deutsches Wesen und deutsche Art wieder in den Mittelpunkt unseres geistigen Lebens gerückt.“ Diese gemeinsame ideologische Basis war nicht infrage gestellt, wenn es in der Folge in Konkurrenz mit dem Kampfbund für deutsche Kultur zu Konflikten um die organisatorische Selbständigkeit kam. Die Blätter der Fehrs-Gilde nahmen nun – so die Autoren Dohnke, Hopster und Wirrer in ihrer Analyse der Niederdeutschen Bewegung im Nationalsozialismus – „die extremste Position“ in der Interpretation niederdeutschen „Volkstums“ ein. Sie dankten Adolf Hitler für seine wegweisenden Überlegungen und sahen die Gilde rassenideologisch und praktisch als frühe Vorarbeiterin „des heutigen Staates“.

## Nach dem Ende des Nationalsozialismus
1949 wurde ein neuer Verlag gegründet, der 1989 in den Wachholtz Verlag integriert wurde. Hier wurden von den 1940er bis an den Beginn der 1980er Jahre mit Texten von Christian Boeck, Hans Heitmann, Moritz Jahn oder Hermann Claudius weiterhin auch Autoren verlegt, die durch ihre Aktivitäten in der völkisch geprägten Niederdeutschen Bewegung und im Nationalsozialismus belastet waren. Ein Lyrikband von Claudius, einem besonders exponierten Vertreter der NS-Literatur, wurde noch im Jahre 2000 veröffentlicht. Die ns-belasteten Autoren vermieden nun meist politische Stellungnahmen. Aber
Hermann Claudius etwa positionierte sich weiterhin als ein völkischer Autor, so mit der Teilnahme an den von Hans Grimm 1949 wiederbegründeten „Lippoldsberger Dichtertagen“.
In den Jahren 1957–1959 publizierte die Gilde in drei Bänden Auswahltexte von Fehrs.
Ihr niederdeutsch-hochdeutsches Wörterbuch von Johannes Saß erschien seit 1956 in zahlreichen Auflagen.

## Fehrs-Gilde heute
Derzeitige (2023) Vorsitzende ist Marianne Ehlers, Stellvertretender Vorsitzender ist Volker Holm und Kassenwart Rolf Niese.
Die Fehrs-Gilde bezeichnete sich bis 2006 als „Verein zur Förderung des Niederdeutschen e.V.“. Seitdem trägt sie den Namen „Sellschop för plattdüütsche Spraakpleeg, Literatur un Spraakpolitik i.V.“. Dieser Name spiegelt die vom damaligen Vorsitzenden Heinrich Thies initiierte Erweiterung des Aufgabenfeldes wider. Der Verein gibt die Blätter der Fehrs-Gilde heraus, die seit Juli 1998 in „Neuer Folge“ erscheinen und seit 2004 im Internet publiziert werden.
„Literatur“ steht für die Fortsetzung der Literaturarbeit der Fehrs-Gilde, insbesondere der verlegerischen Tätigkeit.
Die „Sprachpflege“ benennt die Bemühungen um den Erhalt und Ausbau der Sprache. Produkte auf diesem Gebiet sind
- Wörterbücher mit den einfachen, dem Hochdeutschen nahen Schreibregeln von Johannes Saß sowie einem modernen, zeitgemäßen Wortschatz, und zwar
  - „der kleine SASS“[18] von Heinrich Thies mit 2.700 hochdeutschen und 3.300 niederdeutschen Stichwörtern
  - „der neue SASS“[18] von Heinrich Kahl und Heinrich Thies mit 9.000 hochdeutschen und 9.000 niederdeutschen Stichwörtern

- die „SASS Plattdeutsche Grammatik“[19] (auch online) von Heinrich Thies. Sie zeigt den inneren Aufbau der niederdeutschen Sprache und gibt eine ganze Reihe von stilistischen Hinweisen. Sie ist klar und übersichtlich gegliedert, enthält viele hervorgehobene, leicht zu merkende Beispiele und stellt wichtige kennzeichnend niederdeutsche Spracheigenschaften hervor

- die „SASS Plattdeutsche Rechtschreibung“[20] (auch online) von Heinrich Thies

- Lehrmaterialien für Erzieherinnen und Erzieher sowie für Grundschullehrerinnen und -lehrer von Marianne Ehlers und Renate Poggensee. Die Materialien wie Spiele und Lieder dienen vornehmlich als Grundlage für gut besuchte Seminare der Autorinnen.

Die „Sprachpolitik“ weist auf die Bemühungen der Gilde hin, mit denen die Rahmenbedingungen des Niederdeutschen verbessert werden sollen (Aktion Plattdeutsch in die Europäische Sprachencharta, Erhaltung von Plattdeutsch im Fernsehen, Plattdeutsch in die Landesverfassung von Schleswig-Holstein, Plattdeutsch in die Schulen Schleswig-Holsteins) sowie auf die Mitarbeit führender Mitglieder der Gilde in den plattdeutschen Interessenvertretungen wie Bundesrat für Niederdeutsch und Plattdeutscher Rat für Schleswig-Holstein.
Die Fehrs-Gilde bedauert die rassistischen und nationalistischen Positionen in den ersten fast 30 Jahren der Existenz und betreibt ihre Sprachpolitik auf dem Boden des Grundgesetzes.